# 군산수송초등학교
군산수송초등학교는 전북특별자치도 군산시 수송동에 있는 공립 초등학교이다.

## 학교 연혁
- 1983. 12. 29. 군산수송국민학교 설립인가 (24학급 규모)
- 1984. 03. 01. 군산수송국민학교 개교 (19학급)
- 1984. 03. 12. 군산수송국민학교병설유치원 개원 (1학급)
- 1996. 03. 01. 군산수송초등학교로 개칭
- 2005. 09. 27. 후관 21교실, 화장실 6실 완공(5차 증축)
- 2006. 11. 09. 도서관 현대화 사업 리모델링 개관
- 2007. 09. 01. 과학실 현대화 사업 리모델링 개관
- 2008. 03. 01. 전라북도교육청 녹색학교 조성사업 대상학교 선정 (2년간)
- 2008. 12. 30. 학교교육과정 운영 전라북도교육감 표창 수상
- 2010. 02. 09. 교실증축(교실 8실, 피로티 1실) 및 화장실(본관 6동)리모델링
- 2013. 02. 05. 강당 및 식생활관 신축 개관
- 2013. 09. 01. 제10대 전동원 교장 부임
- 2014. 02. 14. 제30회 (총 5,040명)
- 2014. 03. 01. 초등 24학급 및 병설유치원 3학급 편성